# Joey Maxim
Pour les articles homonymes, voir Joey.
Joey Maxim est un boxeur américain né le 28 mars 1922 à Cleveland, Ohio, et mort le 2 juin 2001 à West Palm Beach, Floride.

## Carrière
Vainqueur en amateur des Golden Gloves dans la catégorie poids moyens en 1940, il passe professionnel l'année suivante et devient champion du monde des poids mi-lourds le 24 janvier 1950 en battant aux points Freddie Mills. Malgré un échec face à Ezzard Charles le 30 mai 1951 dans sa tentative de remporter le titre de champion du monde poids lourds, il conserve sa ceinture des mi-lourds contre Bob Murphy le 22 août puis contre Sugar Ray Robinson le 25 juin 1952 avant de s'incliner face à Archie Moore le 17 décembre 1952.

## Distinction
- Joey Maxim est membre de l'International Boxing Hall of Fame depuis 1994.